# Osterrönfeld
Osterrönfeld er en kommune og en by i det nordlige Tyskland, beliggende i Amt Eiderkanal i den centrale del af Kreis Rendsborg-Egernførde. Kreis Rendsborg-Egernførde ligger i den centrale del af delstaten Slesvig-Holsten.

## Geografi
Osterrönfeld ligger på sydsiden af Kielerkanalen overfor byen Rendsborg, og med Rendsborg Süd liggende mod vest. Den er forbundet med Bundesautobahn 7 og har direkte forbindelse med Kiel via Bundesautobahn 210.
Ved Kielerkanalen ligger Rendsburg Port (drevet af Rendsburg Port GmbH) et 300 m langt kajanlæg med plads til store skibe med en dybgang på op til 9,5 m og to mobile havnekraner, der i fællesskab kan løfte op til 250 tons.